# متنزه أوكواغا كريك الحكومي
متنزّه اوكواغا كريك الحكومي، هو متنزّه حكومي مساحته 1,385 فدانًا (5.60 كم 2) في مقاطعات بروم وديلاوير وتشينانجو، نيويورك.  يقع المتنزّه جزئيًا في بلدة ماسونفيل وجزئيًا في بلدة سانفورد. يمر طريق مقاطعة بروم 241 عبر المتنزّه.

## وصف المتنزّه

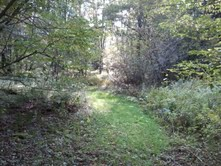
أحد المسارات الطبيعية العديدة المتاحة للمشي لمسافات طويلة.

يحتوي متنزّه اوكواغا كريك الحكومي على 90 موقع للتخييم ومنزلًا ريفيًا متكامل من حيث الخدمات والعديد من الكبائن «الريفية». يتاح أيضًا عدد محدود جدًا من مواقع التابعه للمعسكرات الموسمية. هناك 6 ميل (9.7 كـم) من مسارات التنزه التي تتيح إطلالات على الحياة البرية مثل الغزلان وأعراس البحر والطيور المختلفة، بالإضافة إلى النباتات البرية مثل العنب البري. المتنزّه محاط بشجيرات متنوعه مثل التوت والفراولة البرية في متنزّه اوكواغا كريك الحكومي.

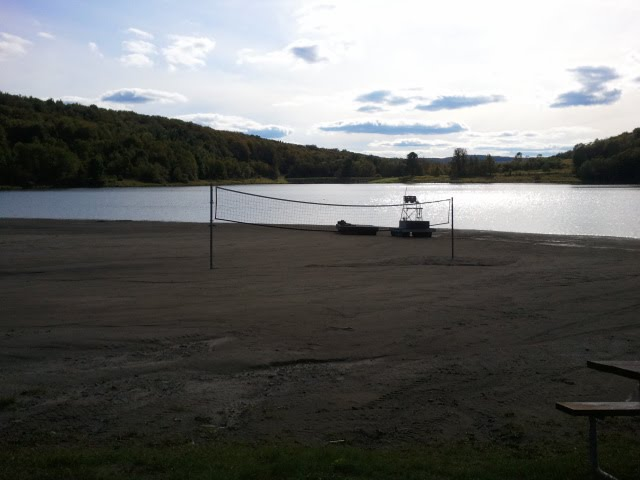
الشاطئ العام على بحيرة القطب الشمالي.

بحيرة القطب الشمالي، تبلغ مساحتها 55 أكر (0.22 كـم2) ، كما انها متاحة لصيد الأسماك، وشاطئها مفتوح للسباحين. كما انها في فصل الشتاء، يتم استخدام البحيرة في صيد الأسماك على الجليد والتزلج.
لقد تم إغلاق المتنزّه للتخييم في عام 2010 لسبب نقص الميزانية ولاية نيويورك، ولكن تم اعاده افتتاح معسكر المتنزّه في صيف في عام 2011.
يحتوي المتنزّه أيضًا على ملعب جولف من تسعة حفر للقرص، لقد تم بناؤه في عام 1979.

## روابط خارجية
- New York State Parks: Oquaga Creek State Park